# Clos Paul Delforge
Pour les articles homonymes, voir Delforge.
Le clos Paul Delforge est une impasse bruxelloise de la commune d'Auderghem qui aboutit à la rue de l'Application sur une longueur de 80 mètres. La numérotation des habitations va de 1 à 12.

## Historique et description
Le clos a été tracé en 1997. 
Pendant la Seconde Guerre mondiale travaillait ici le pépiniériste De Pretre. Sa maison existe toujours, un peu à l'écart par rapport à la rue de l'Application au n° 64. Son ancienne adresse a été maintenue.
Par la suite, la propriété passa à la maison Jolly, une entreprise familiale de transport. Elle en revendra une partie comme terrains à bâtir. 
En 1995, Auderghem voulut relier la rue de l'Application avec la fin de la rue Robert Willame. Mais finalement, on se décida pour cette rue sans issue qui reçut le nom de « clos Paul Delforge ».

### Origine du nom
Elle porte le nom du treizième bourgmestre d'Auderghem, Paul Delforge